# Lucien Littlefield
Lucien Littlefield, född 16 augusti 1895 i San Antonio, Texas, död 4 juni 1960 i Hollywood, Kalifornien, var en amerikansk skådespelare, som redan i tjugoårsåldern fick spela rollen av äldre män.

## Filmografi i urval
- 1914 – The Ghost Breaker
- 1915 – Den gula demonen
- 1921 – Shejken
- 1922 – Lika inför lagen
- 1924 – Inför högre rätt
- 1925 – Tumbleweeds
- 1926 – Virveln
- 1927 – En fasansfull natt
- 1930 – Tom Sawyers äventyr
- 1932 – Om jag hade en miljon
- 1933 – Följ med oss till Honolulu
- 1933 – Chance at Heaven
- 1935 – The Man on the Flying Trapeze